# Kusače (gmina Sokolac)
Kusače (cyr. Кусаче) – wieś w Bośni i Hercegowinie, w Republice Serbskiej, w mieście Sarajewo Wschodnie, w gminie Sokolac. W 2013 roku liczyła 68 mieszkańców.